# Пігментний епітелій сітківки

Шари сітківки.
RPE — пігментиний епітелій сітківки
OS — зовнішній сегмент фоторецепторів; IS — внутрішній сегмент фоторецепторів;
ONL — зовнішній ядерний шар; OPL — зовнішній сітчастий шар;
INL — Внутрішній ядерний шар; IPL — внутрішній сітчастий шар;
GC — гангліонарний шар; BM — мембрана Бруха; P — пігментні епітеліоцити;
R — палички; C — колбочки;
Стрілочка і пунктирна лінія — зовнішня погранична мембрана;
H — горизонтальні клітини; B — біполярні клітини;
M — клітини Мюллера A — амакринові клітини;
G — гангліонарні клітини; AX — аксони.

Будова щільного контакту

Пігментний епітелій сітківки (англ. retinal pigment epithelium; RPE) — один з десяти шарів сітківки хребетних. Являє собою шар пігментованих епітеліальних клітин, що знаходиться поза нервовою частиною сітківки (нейросітківка, pars nervosa), він забезпечує поживними речовинами фоторецептори і щільно зв'язаний з нижчележачою судинною оболонкою та рихло з фотосенсорним шаром (знаходиться над ним). Пігментний епітелій сітківки власне і являє собою пігментну частину сітківки (pars pigmentosa).
При препарації очного яблука вслід за вилученням скловидного тіла проходить відшарування сітківки без пігментного епітелію.

## Будова
Пігментний епітелій сітківки утворений одним шаром гексагональних епітеліальних клітин, які мають велику кількість меланосом, що містять пігмент меланін. Базальною мембраною для пігментного епітелію служить самий внутрішній шар мембрани Бруха. В центрі, поблизу жовтої плями епітеліоцити вищі, на периферії сітківки стають дещо ширшими і нижчими. Ядра в пігментоцитів розміщені ближче до базального «світлого» полюсу, на апікальному полюсі присутня велика кількість мікроворсинок (війок) і меланосом, які ніби укутують зовнішній сегмент фоторецепторних клітин. Розрізняють довгі і короткі мікроворсинки. Короткі мікроворсинки з'єднуються з кінцями зовнішніх сегментів фоторецепторів, а довгі — розташовані між зовнішніми сегментами.
М'яз-розширювач зіниці походить з пігментного епітелію сітківки і його гладком'язові клітини є пігментованими.

## Функції
- Поглинання світла. Меланосоми епітеліоцитів забезпечують поглинання переважної частини світла, що попала в око і не поглинулася фоторецепторами. Поглинання світлових променів перешкоджає відбиванню і розсіюванню світла по сітківці, дозволяє зберегти контрастність і чіткість зображення. Під дією світла меланосоми епітеліоцитів мігрують до апікальної поверхні клітин, в мікроворсинки, щоб укутати зовнішні світлосприймаючі сегменти фоторецепторів. В темряві меланосоми деякою мірою повертаються назад до центральної частини клітини при участі мікрофіламентів і гормону меланотропіну. Функцію поглинання світла забезпечують більшою мірою довгі мікроворсинки.
- Фагоцитоз відпрацьованих дисків фоторецепторів. В процесі діяльності фоторецепторів утворюється велика кількість відпрацьованих мембранних дисків з зоровим пігментом. Вони підлягають фагоцитозу короткими мікроворсинками пігментоцитів. Ці клітини також забезпечують постачення необхідних речовин для відновлення мембрани фоторецепторів. Кожен пігментоцит щодоби фагоцитує близько 2-4 тисяч відпрацьованих дисків.
- Запасання вітаміну А, попередника ретиналю. При поглинанні фотону 11-цис-ретиналь ізомеризується в транс-ретиналь і проходить формування електричного імпульсу. Відновлення 11-цис-ретиналю проходить значною мірою за участю пігментоцитів.
- Забезпечує вибіркове постачання необхідних поживних речовин фоторецепторам від судинної оболонки та відведення продуктів розпаду у зворотному напрямку. Ця функція забезпечується переважно короткими мікроворсинками, які сполучаються з кінцями зовнішніх сегментів фоторецепторів. Пігментний епітелій сітківки забезпечує, так званий, зовнішній гемато-ретинальний бар'єр, який перешкоджає потраплянню в сітківку з хоріокапілярів великих молекул.
- Відведення води і іонів. Пігментний епітелій має здатність активно відводити іони з міжклітинного простору. Внаслідок зменшення осмотичного тиску відводиться і вода. Цим досягається адгезія зовнішніх шарів сітківки і зменшується можливість її відшарування.
- Відведення зайвого тепла до судинної оболонки.

Таким чином пігментний епітелій, фоторецептори і хоріоідеа являють собою функціональну єдність.

## Клінічне значення
У альбіносів виникає порушення синтезу меланіну і в пігментному шарі його майже нема. При перебуванні альбіносів в яскраво освітленій кімнаті світло, що попало всередину очного яблука відбивається в усіх напрямках непігментованою поверхнею сітківки і нижче лежачими тканинами. Це призводить до збудження одним окремим променем світла великої кількості паличок і колбочок, у здорової людини збуджує лише кілька фоторецепторів. Гострота зору у альбіносів навіть при найкращій оптичній корекції рідко перевищує 0,2-0,1 (норма 1,0).
Протягом життя в пігментному епітелії проходить накопичення кінцевих продуктів, що не повністю розпалися — ліпофусцину, також проходить відкладання його між пігментним епітелієм і мембраною Бруха у вигляді друз. Друзи є ознакою розвитку вікової макулодистрофії.
Порушення з боку пігментного епітелію сітківки виникає і при пігментному ретиніті.
При порушенні гемато-ретинального бар'єру (наприклад, при цукровому діабеті) розвивається діабетична ретинопатія.
При відшаруванні сітківки від пігментного епітелію відшаровуються інші 9 шарів сітківки, починаючи з фотосенсорного шару. Ця частина сітківки називається нейросітківкою. При цьому втрачається безпосередній контакт між пігментним епітелієм і фоторецепторами, постачання поживних речовин останнім припиняється. При відсутності невідкладних лікувальних заходів це призводить до загибелі фоторецепторів і до сліпоти.